# Four Ladies Bank
Four Ladies Bank är en sandbank i Antarktis. Den ligger i havet utanför Östantarktis. Australien gör anspråk på området.